# Ťapešovo
Ťapešovo est un village de Slovaquie situé dans la région de Žilina.

## Histoire
Première mention écrite du village en 1554.

## Démographie

### Évolution de la population
| Année:               | 1994. | 2004.    | 2014.    | 2024.    |
| -------------------- | ----- | -------- | -------- | -------- |
| Nombre de personnes: | 557   | 613      | 688      | 848      |
| Différence:          |       | +10,05 % | +12,23 % | +23,25 % |

| Année:               | 2023. | 2024.   |
| -------------------- | ----- | ------- |
| Nombre de personnes: | 828   | 848     |
| Différence:          |       | +2,41 % |